# Marcus Ulpius Dionysius
Marcus Ulpius Dionysius war ein antiker römischer Vergolder (ab auraturis), der während der frühen trajanischer Zeit oder später in Rom tätig war.
Marcus Ulpius Dionysius ist nur noch aufgrund seiner Grabinschrift bekannt. Die Inschrift benennt ihn und seine Frau Ulpia Herois als Freigelassene. Der Gentilnamen Ulpius lässt auf eine Beziehung als Freigelassene zum Kaiser Trajan beziehungsweise dessen großen Haushalt vermuten. Dionysius starb im Alter von 35 Jahren und vier Monaten.
Die aufgelöste Inschrift lautet: